# Myotis nyctor
Myotis nyctor — вид рукокрилих роду Нічниця (Myotis).

## Поширення
Проживання: Барбадос, Гренада. Вид улаштовується на спочинок у печерах; також його можна знайти в антропогенних місцях.

## Поведінка
Цей кажан слабо відомий. Він комахоїдний.

## Загрози та охорона
Урагани та сувора погода є основними загрозами для острівних популяцій.
Для встановлення фактичного розподілу виду необхідні додаткові дослідження. Морфологічна та генетична відмінність населення Гренади може вказувати на підвидовий статус. Немає даних щодо використання ресурсів середовища проживання або відтворення, що ускладнює пропозицію про те, які заходи щодо збереження необхідні.